# Jacksonville Barracudas
Jacksonville Barracudas byl profesionální americký klub ledního hokeje, který sídlil v Jacksonvillu na Floridě. V letech 2004–2008 působil v profesionální soutěži Southern Professional Hockey League. Před vstupem do SPHL působil v Atlantic Coast Hockey League a World Hockey Association 2. Barracudas ve své poslední sezóně v SPHL skončily ve finále play-off. Své domácí zápasy odehrával v hale Jacksonville Ice s kapacitou 608 diváků. Klubové barvy byly námořnická modř a červená.

## Úspěchy
- Vítěz WHA2 ( 1× )
  - 2003/04

## Přehled ligové účasti
Zdroj: 
- 2002–2003: Atlantic Coast Hockey League
- 2003–2004: World Hockey Association 2
- 2004–2008: Southern Professional Hockey League